# Рамен
Рамен (развучени резанци) је јапанска супа са резанцима. Садржи кинеске пшеничне резанце послужене у месном или рибљем бујону, често зачињене соја сосом или мисо пастом, а на врх се ставља нарезана свињетина, осушене морске алге (нори), менма и млади лук. Скоро свака регија у Јапану има своју варијацију рамена, као што су тонкотсу рамен (бујон од свињске кости) у Кјушуу и мисо рамен у Хокаиду.

## Врсте
У Јапану постоји велики број различитих врста рамена, са географским разликама и разликама у зависности од добављача, чак и код сорти које дијеле исто име. Рамен се може категорисати по два главна састојка: резанци и чорба.

### Резанци
Већина резанаца направљена је од четири основна састојка: пшеничног брашна, соли, воде и кансуи, врсте алкалне минералне воде која садржи натријум карбонат и обично калијум карбонат, а понекад малу количину фосфорне киселине. Иако су рамен и удон резанци направљени од пшенице, то су различите врсте резанаца.

### Чорба
Рамен чорба се углавном прави од састојака на бази пилетине или свињетине, у комбинацији са разним састојцима као што су комбу (алга), катсуобуши (пахуљице од пругасте туне), нибоши (суве бебе сардине), говеђе кости, ровита јаја, свињске кости, шитаке печурке и лук. Неке модерне рамен чорбе такође могу бити на бази поврћа. Таре сос се често додаје у бујон за прављење чорбе.